# LG u300

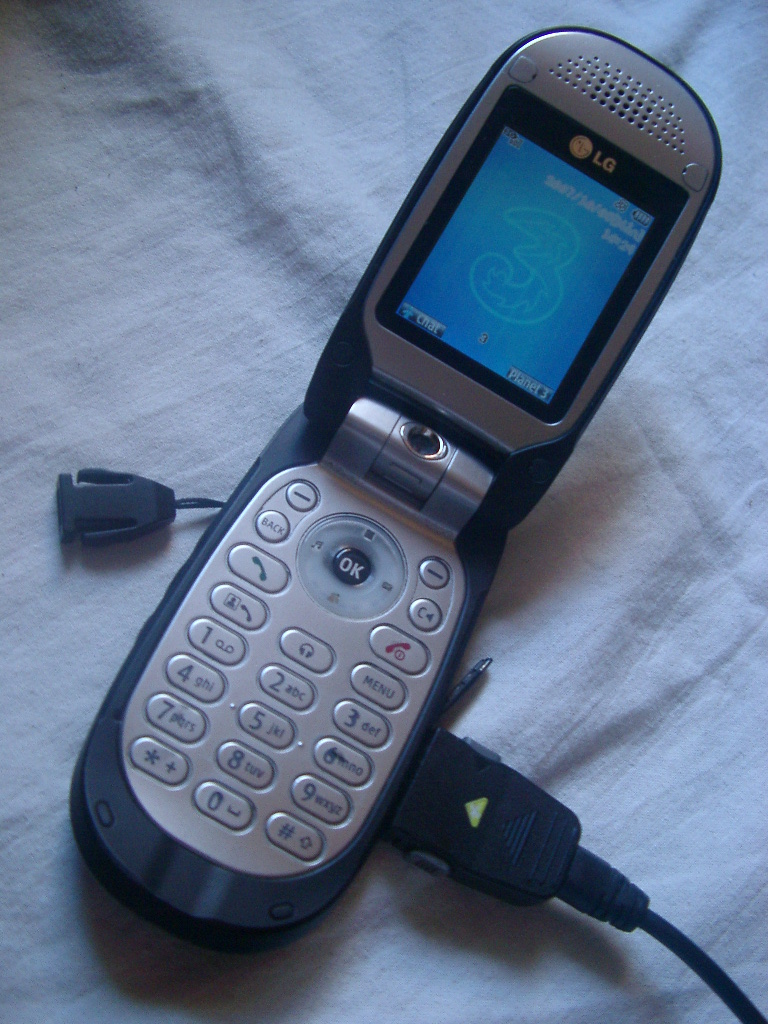
Öppen LG u300

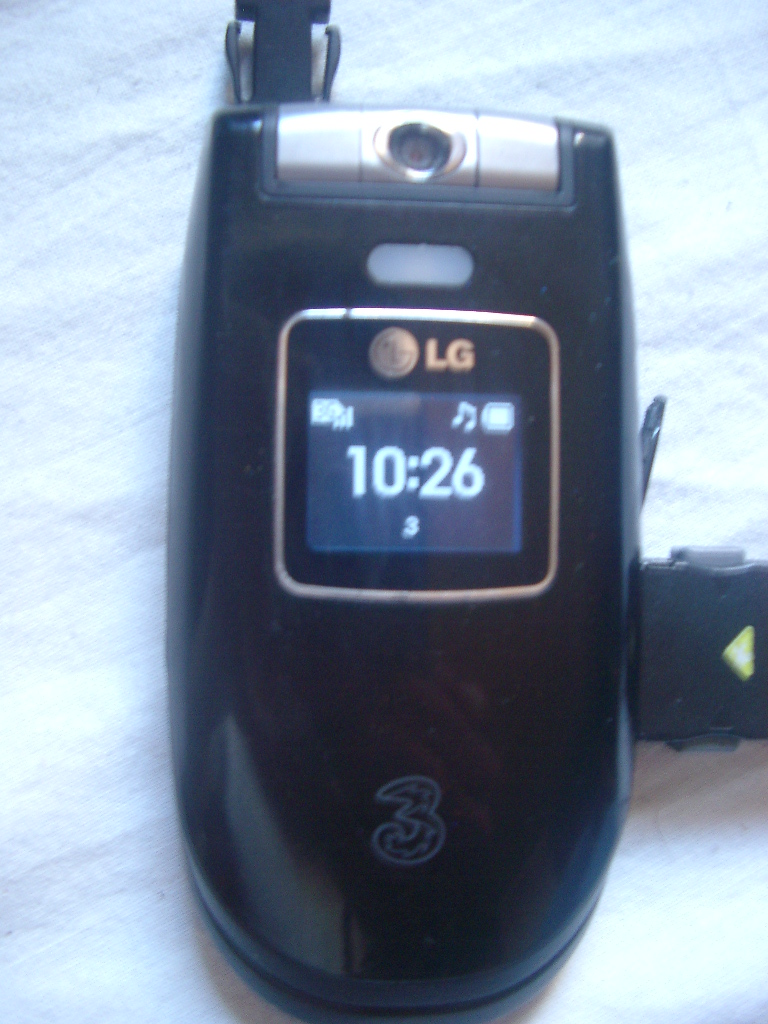
Stängd LG u300

LG U300 är en vikbar mobiltelefon som tillverkas för och säljs av mobiloperatören 3. Den innersta skärmen visar 262000 färger medan den yttersta bara visar svart/vitt. U300 har även en roterbar kamera som används för 3G-samtal, videofilmning och för fotografering, den tar kort med 1,3 megapixels kvalité.

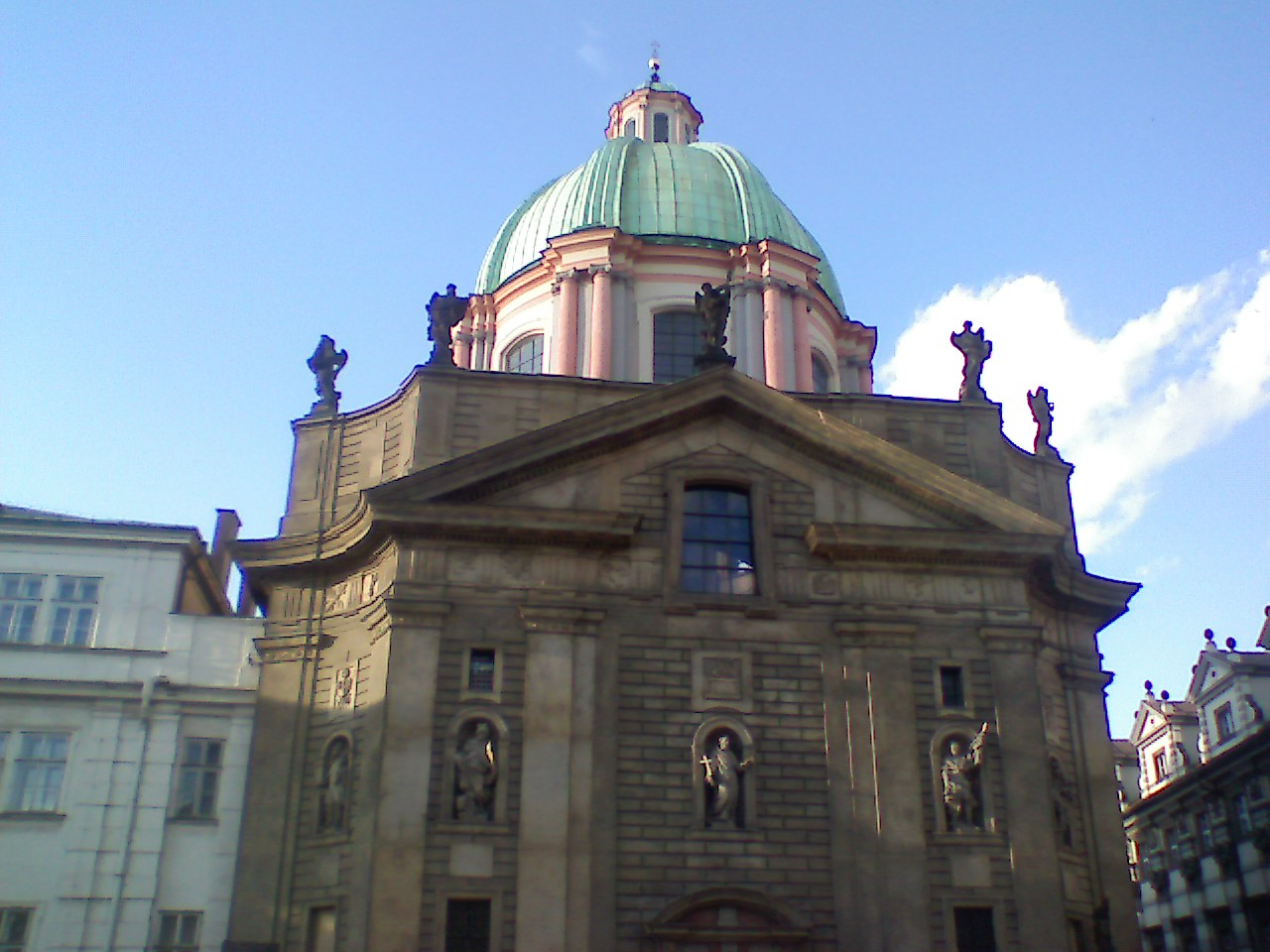
Bild tagen med en LG u300

En av de utmärkande sakerna för U300 är att den har stöd för Windows Live Messenger (MSN Messenger) som var en nyhet när den släpptes. I andra 3-länder har den istället stöd för mobil-TV. Den har även stöd för operatören 3:s egna ”musikaffär” (java-program). 
Med U300 kan man skicka mms, sms och epost.

## Egenskaper
- - Tillverkare: LG Electronics
- - Modell: U300
- - Utförande: Vikbar, Clamshell
- - Nät: E-GSM 900, GSM 1800, W-CDMA, UMTS
- - Färger: Orange, svart och aubergine
- - Operatör: 3
- - SAR-värde som högst: 0,673 W/kg
- - Skärmstorlek:  176x 220 pixels
- - Dimensioner (HxBxD): 96x49x21.9 mm
- - Vikt med standardbatteri: 93 gram
- - Minne: 128 mb minne medföljer, MicroSD
- - Anslutningar: Via GPRS, UMTS, Bluetooth, USB-kabel